# Krystyna Maciejewska (piosenkarka)
Krystyna Maciejewska (ur. 17 kwietnia 1943 w Rzeszowie) – polska piosenkarka, autorka tekstów piosenek, scenariuszy, artykułów, juror.

## Początki
Krystyna Maciejewska uczęszczała w Częstochowie do Szkoły Podstawowej Nr 8, a następnie ukończyła I Liceum Ogólnokształcące im. Juliusza Słowackiego. W 1962 roku ukończyła polonistykę w  Studium Nauczycielskim w Częstochowie oraz Studium Piosenkarskie PAGARTu w Warszawie. 

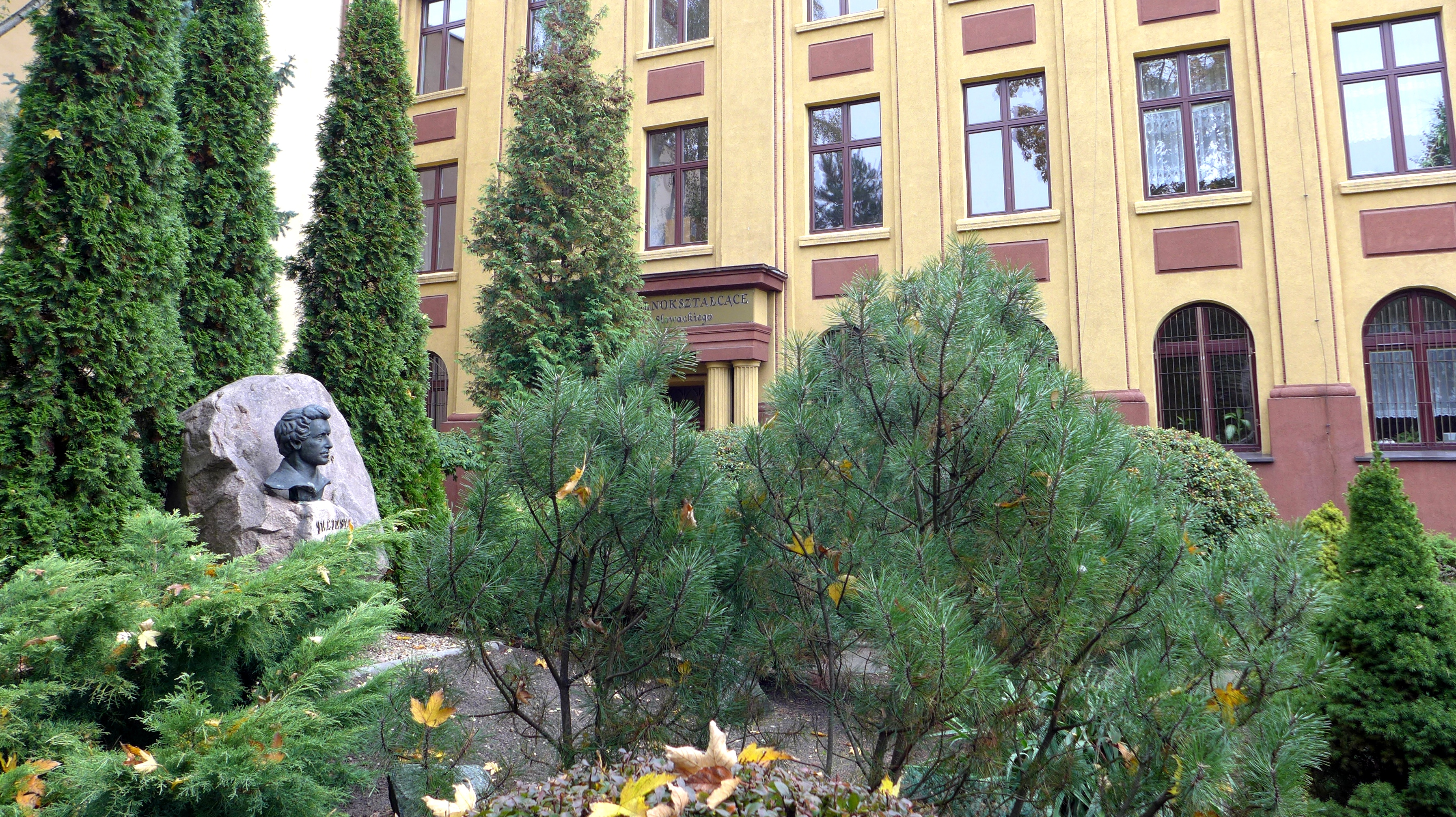
I Liceum Ogólnokształcące im. Juliusza Słowackiego w Częstochowie

## Praca zawodowa

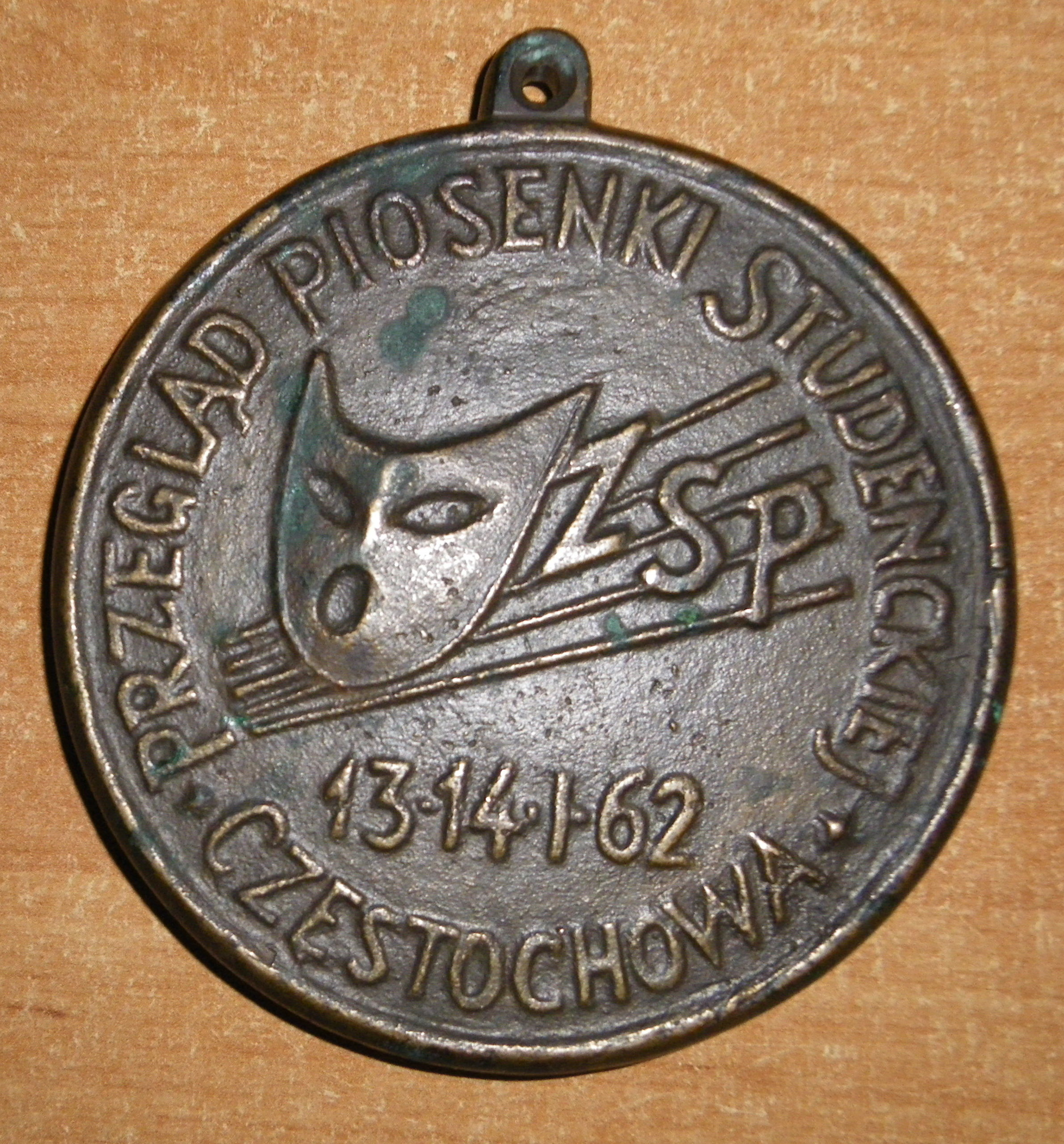
Medal wręczany uczestnikom Przeglądu Piosenki Studenckiej w Częstochowie w 1962 r.

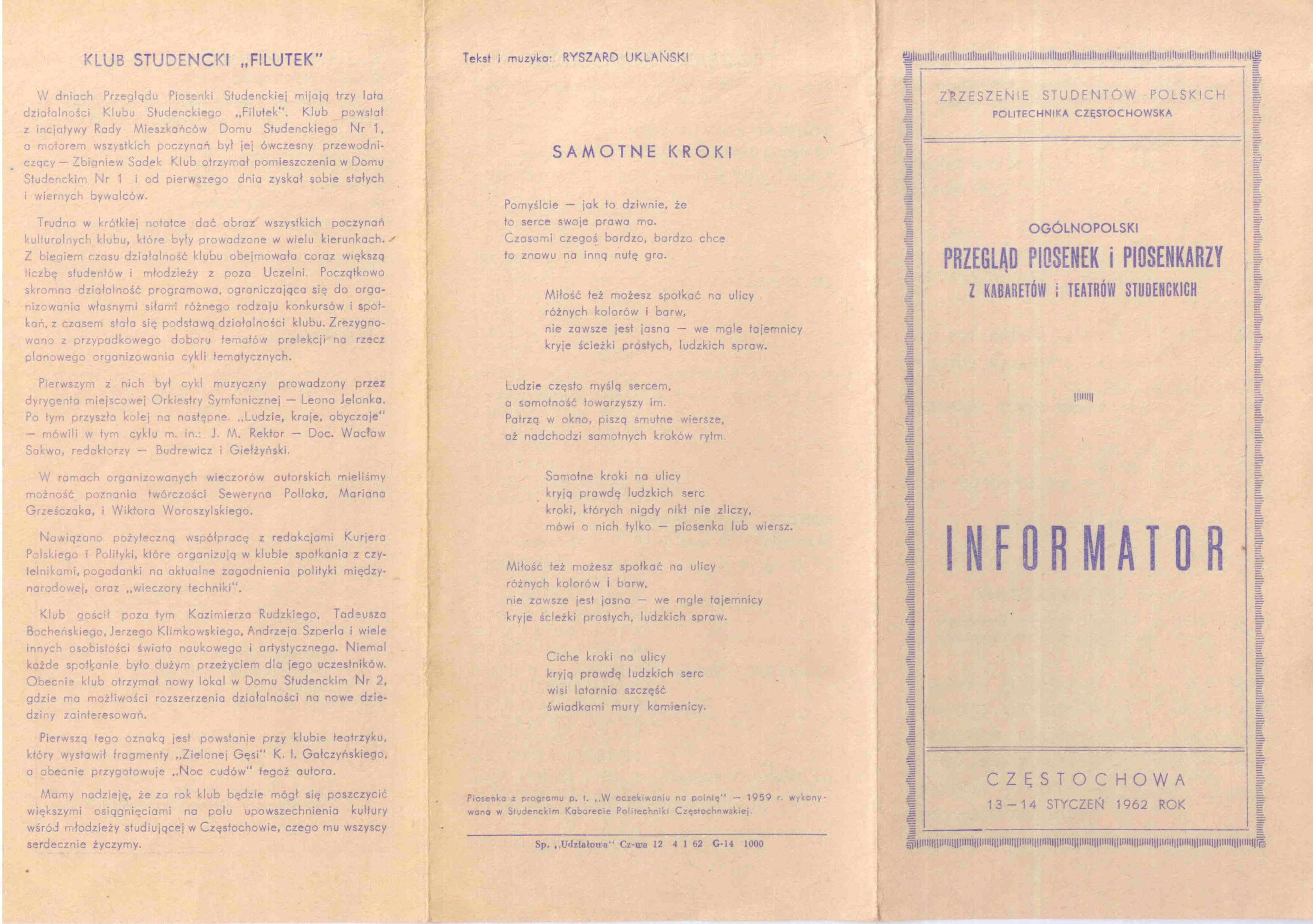
Informator Przeglądu Piosenki Studenckiej w Częstochowie w 1962 r.

Pierwszą pracę zawodową rozpoczęła w Częstochowie w Klubie „Studnia”, z zespołem Bogdana Wrońskiego. Pierwszych nagrań dokonała w 1961 w Polskim Radio Katowice z orkiestrą Jerzego Haralda. Równocześnie śpiewała w Studenckim Teatrze Politechniki Częstochowskiej „Bambino”, z którym została nagrodzona w 1962 roku na Ogólnopolskim Przeglądzie Piosenkarzy Studenckich wyjazdem zagranicznym, przez Radę Naczelną ZSP, za piosenkę „Coś za darmo”. W tym samym roku występowała w warszawskim Teatrze STS w programie „Wszystko co Nasze” oraz na I Festiwalu w Opolu. Otrzymała tam wyróżnienie i zdobyła nagrody dla trzech śpiewanych przez siebie piosenek. Ze swoim późniejszym mężem koncertowała w kraju i za granicą, w tym w ZSRR i USA. Nagrywała z orkiestrą Jerzego Haralda. Tłumaczyła z języków obcych lub pisała własne teksty do piosenek, na przykład Vaya con Dios to my, Nasz pierwszy świt, Czy coś się stało, Patrzę sobie na świat.

## Festiwal Piosenek Janusza Gniatkowskiego

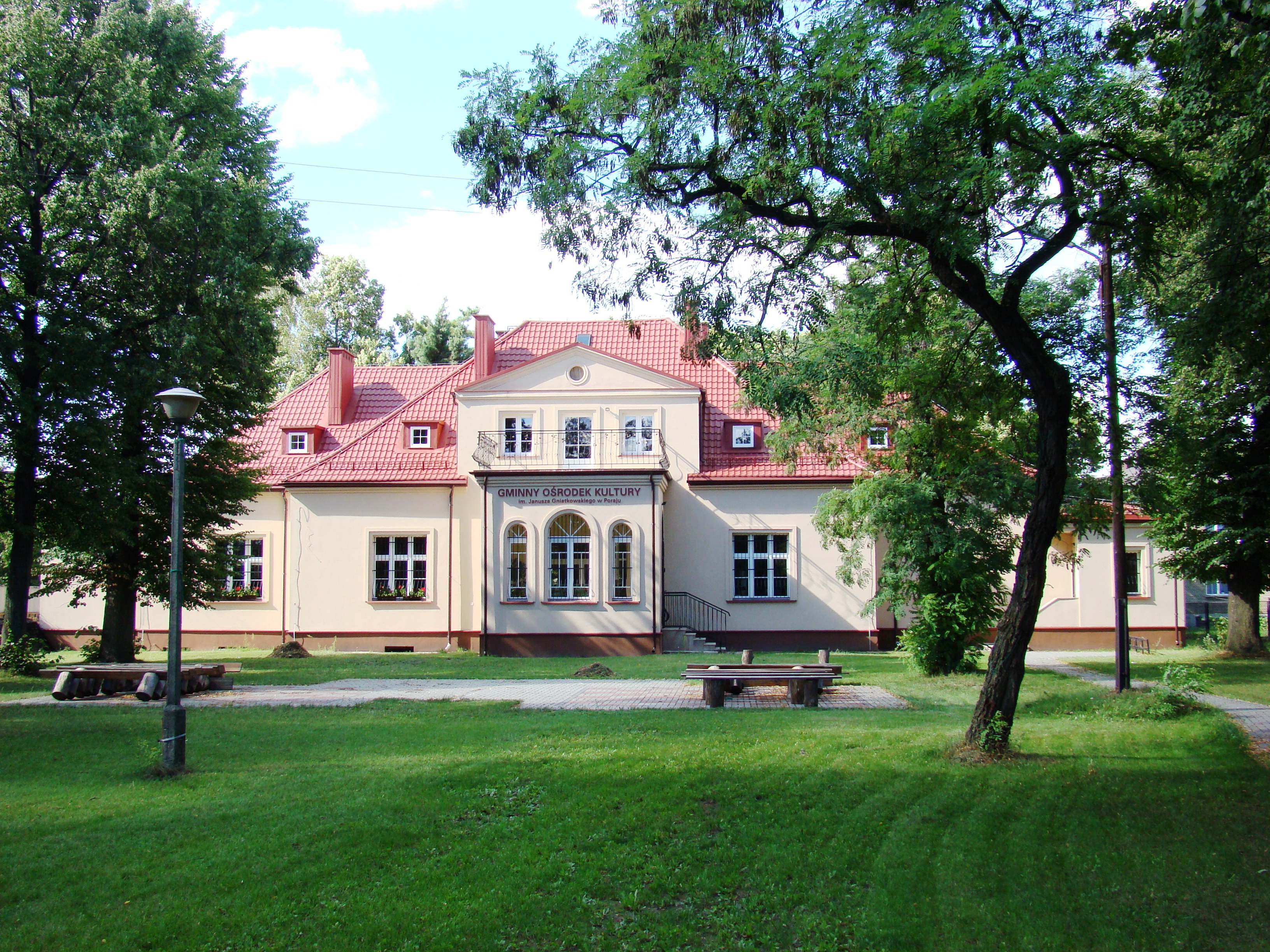
Gminny Ośrodek Kultury im. Janusza Gniatkowskiego, Poraj

Jest pomysłodawczynią, scenarzystką, reżyserką, producentką i  dyrektorką artystyczną ośmiu Festiwali Piosenek Janusza Gniatkowskiego w Poraju, który odbywa się w Gminnym Ośrodku Kultury im. Janusza Gniatkowskiego. Jest Konsultantką Artystyczną Festiwalu.

## Albumy
| Numer | Tytuł                              | Autor                        | Wykonawca            |
| ----- | ---------------------------------- | ---------------------------- | -------------------- |
| 1.    | "Apasionata"                       | H.Winn, A.Jakowska           | Janusz Gniatkowski   |
| 2.    | "Vaya con Dios to my"              | Columbus, K.Maciejewska      | Duet                 |
| 3.    | "Jeszcze coś się zmieni"           | J.Przyłucki, K.Maciejewska   | Duet                 |
| 4.    | "Indonezja"                        | mel.lud., Z.Sztaba           | Janusz Gniatkowski   |
| 5.    | "Piosenka kubańska"                | mel.lud., Z.Sztaba           | Janusz Gniatkowski   |
| 6.    | "Nie przyznam się"                 | Spyrka, A.Kreczmar           | Janusz Gniatkowski   |
| 7.    | "Srebrne wesele"                   | S.Rembowski, E.Fiszer        | Janusz Gniatkowski   |
| 8.    | "Arivederci Roma"                  | R.Rascel, W.Jeżewski         | Janusz Gniatkowski   |
| 9.    | "Zimowa piosenka"                  | W.Kazanecki, W.Jeżewski      | Janusz Gniatkowski   |
| 10.   | "Ostatni walc"                     | Reed Les, René Glaneau       | Janusz Gniatkowski   |
| 11.   | "Zielony gość"                     | J.Przyłucki, J.Land          | Duet                 |
| 12.   | Wiązanka Piosenek Lat 40-tych DUET |                              |                      |
|       | "Co godzinę zegar bije"            | Mach-J.Gilowa                |                      |
|       | "Powiedz czy chcesz mnie kochać"   | Strozenberg--Gilowa          |                      |
|       | "Powiedz mi to po cichutku         | W.Pokorny- J.Gilowa          |                      |
|       | "Wierz mi dziewczyno               | A.Buzuk-Cz.Liberowski        |                      |
| 13.   | "Archipelag"                       | R.Żyliński, K.Kord           | Janusz Gniatkowski   |
| 14    | "Kataryniarz"                      | Ref-ren                      | Krystyna Maciejewska |
| 15.   | "Nasz pierwszy świt"               | S.Berger, K.Maciejewska      | Krystyna Maciejewska |
| 16    | "Czy coś się stało"                | J.Gniatkowski, K.Maciejewska | Duet                 |
| 17    | "Idziemy aleją"                    | J.Przyłucki, S.Kuthan        | Janusz Gniatkowski   |
| 18.   | "Patrzę sobie na świat"            | K.Maciejewska, K.Maciejewska | Krystyna Maciejewska |
| 19.   | "Dziś już wszystko wiem"           | J.Przyłucki, J.Przyłucki     | Krystyna Maciejewska |

| Numer | Tytuł                | Wykonawca            |
| ----- | -------------------- | -------------------- |
| 1.    | "Tyle przeszło lat"  | Janusz Gniatkowski   |
| 2.    | "Czeremszyna"        | Janusz Gniatkowski   |
| 3.    | "Wodospad"           | Krystyna Maciejewska |
| 4.    | "Dalej idziemy"      | Krystyna Maciejewska |
| 5.    | "Emigranci"          | Duet                 |
| 6.    | "Kraj"               | Janusz Gniatkowski   |
| 7.    | "Wygrani"            | Krystyna Maciejewska |
| 8.    | "Miłość między nami" | Duet                 |
| 9.    | "Mamo Mamo"          | Janusz Gniatkowski   |
| 10.   | Tak za dawnych lat   | Duet                 |
| 11.   | Niepokój             | Krystyna Maciejewska |

| - | - | - |
| - | - | - |

| Numer | Tytuł                      | Autor                        | Wykonawca                                |
| ----- | -------------------------- | ---------------------------- | ---------------------------------------- |
| 1.    | "Januszowi Gniatkowskiemu" | M.Podlejski, T.Nengo Tomzik  | Krystyna Maciejewska                     |
| 2.    | "A w studni woda"          | M.Radzik, A.Waligórski       | Krystyna Maciejewska                     |
| 3.    | "Nie możesz odejść"        | M.Radzik, A.Waligórski       | Krystyna Maciejewska                     |
| 4.    | "Rebeka"                   | tradycyjne                   | Krystyna Maciejewska                     |
| 5.    | "Ja nie jestem taka mała"  | tradycyjne                   | Krystyna Maciejewska                     |
| 6.    | "Kozaczok"                 | mel.ludowa, K.Maciejewska    | Krystyna Maciejewska                     |
| 7.    | "Zbudujemy dom"            | mel.ludowa, K.Maciejewska    | Krystyna Maciejewska                     |
| 8.    | "O mamo"                   | mel.ludowa, K.Maciejewska    | Krystyna Maciejewska                     |
| 9.    | "Ojciec Sylwii"            | Dr Huck, K.Maciejewska       | Krystyna Maciejewska                     |
| 10.   | "Patrzę sobie na świat"    | K.Maciejewska, K.Maciejewska | Krystyna Maciejewska                     |
| 11.   | "Nasz pierwszy świt"       | K.Maciejewska, K.Maciejewska | Krystyna Maciejewska                     |
| 12.   | "Dziś już wszystko wiem"   | J.Przyłucki, J.Przyłucki     | Krystyna Maciejewska                     |
| 13.   | "Niepokój"                 | Rożawska, K.Maciejewska      | Krystyna Maciejewska                     |
| 14.   | "Wodospad"                 | V.Iwasiuk, K.Maciejewska     | Krystyna Maciejewska                     |
| 15.   | "Był raz biedny człowiek"  | K.Maciejewska, K.Maciejewska | Krystyna Maciejewska                     |
| 16.   | "Cygańska melodia"         | M.Podlejski, K.Maciejewska   | Krystyna Maciejewska                     |
| 17.   | "Ogarnij mnie"             | M.Podlejski, T.Nengo-Tomzik  | Krystyna Maciejewska                     |
| 18.   | "Vaya con dios"            | Columbus, K.Maciejewska      | Krystyna Maciejewska, Janusz Gniatkowski |

| Numer | Tytuł                      | Autor                       | Wykonawca            |
| ----- | -------------------------- | --------------------------- | -------------------- |
| 1.    | "Smuga cienia"             | M.Podlejski, M.Gaszyński    | Krystyna Maciejewska |
| 2.    | "Bezdomni"                 | M.Podlejski, K.Maciejewska  | Krystyna Maciejewska |
| 3.    | "Co zrobimy z tą miłością" | M.Podlejski, T.Nengo Tomzik | Krystyna Maciejewska |
| 4.    | "Nic nie boli"             | M.Podlejski, T.Nengo Tomzik | Krystyna Maciejewska |

| Numer | Tytuł                | Autor                        | Wykonawca            |
| ----- | -------------------- | ---------------------------- | -------------------- |
| 1.    | "Czeremcha"          | W. Michajluk, K. Maciejewska | Janusz Gniatkowski   |
| 2.    | "Wodospad"           | W. Iwasiuk, K. Maciejewska   | Krystyna Maciejewska |
| 3.    | "Czeremszyna"        | W. Michajluk, M. Jurujczuk   | Janusz Gniatkowski   |
| 4.    | "Wodograj"           | W. Iwasiuk, W. Iwasiuk       | Krystyna Maciejewska |
| 5.    | "Miłość między nami" | A. Złotnik K. Maciejewska    | Duet                 |
| 6.    | "Wygrani"            | P. Dworski, K. Maciejewska   | Krystyna Maciejewska |
| 7.    | "Ti skażi proomow"   | A. Złotnik, W. Kriszczenko   | Duet                 |
| 8.    | "Stożari"            | P. Dworski, W. Kriszczenko   | Krystyna Maciejewska |
| 9.    | "Kraj"               | M. Mózgowy, K. Maciejewska   | Janusz Gniatkowski   |
| 10.   | "Niepokój"           | L. Różawska, K. Maciejewska  | Krystyna Maciejewska |
| 11.   | "Kraj"               | M. Mózgowy, M. Mózgowy       | Janusz Gniatkowski   |
| 12.   | "Letiat niby czajki" | L. Różawska, Ł. Riewa        | Krystyna Maciejewska |
| 13.   | "Tak za dawnych lat" | W. Iwasiuk, K. Maciejewska   | Duet                 |
| 14.   | "Mamo, mamo"         | A. Złotnik, K. Maciejewska   | Janusz Gniatkowski   |
| 15.   | "Ja twoje kryło"     | W. Iwasiuk, R. Kudlik        | Duet                 |
| 16.   | "Czujesz Mamo"       | A. Złotnik, M. Tkacz         | Janusz Gniatkowski   |
| 17.   | "Dalej idziemy"      | L. Dutkowski, K. Maciejewska | Krystyna Maciejewska |
| 18.   | "Emigranci"          | P. Dworski, K. Maciejewska   | Duet                 |
| 19.   | "My idiemo dali"     | L. Dutkowski, O. Żukow       | Krystyna Maciejewska |
| 20.   | "Ukraino moja"       | P. Dworski, W. Kryszczenko   | Duet                 |

| Numer | Tytuł                      | Autor                        |
| ----- | -------------------------- | ---------------------------- |
| 1.    | "Bez Ciebie"               | M.Podlejski, T.Nengo-Tomzik  |
| 2.    | "Il Mondo"                 | Fontanapes, Z.Biegański      |
| 3.    | "Bezdomni"                 | M.Podlejski, K.Maciejewska   |
| 4.    | "Żurawi klucz"             | M.Jarre, J.Mielczarek        |
| 5.    | "Matce"                    | J.Stawiarski, T.Szyma        |
| 6.    | "No spróbuj"               | Donida Fishman               |
| 7.    | "Co zrobimy z tą miłością" | M.Podlejski, T.Nengo-Tomzik  |
| 8.    | "Delilah"                  | Les Reed, K. Maciejewska     |
| 9.    | "Nic nie boli"             | M.Podlejski, T.Nengo-Tomzik  |
| 10.   | "Ostatni walc"             | Reed Les, René Glaneau       |
| 11.   | "Smuga cienia"             | M.Podlejski, M.Gaszyński     |
| 12.   | "Długa droga"              | Rosyjska melodia ludowa      |
| 13.   | "Czy coś się stało"        | J.Gniatkowski, K.Maciejewska |

## Życie prywatne
Krystyna Maciejewska była żoną piosenkarza Janusza Gniatkowskiego. Kiedy w 1991 roku Janusz Gniatkowski uległ poważnemu wypadkowi, żona organizowała długoletnią rehabilitację artysty, zakończoną prawie całkowitym powrotem do zdrowia i działalności estradowej.

## Odznaczenia
- Złoty Krzyż Zasługi[9]
- Złoty Medal Zasłużony dla Województwa Śląskiego[9]
- Zasłużony dla Kultury Polskiej[9]
- Brązowy Medal „Zasłużony Kulturze Gloria Artis” (2025)[17]
- Honorowy Obywatel Gminy Poraj[18]